# Leptotarsus (Macromastix) vittatus
Leptotarsus (Macromastix) vittatus is een tweevleugelige uit de familie langpootmuggen (Tipulidae). De soort komt voor in het Australaziatisch gebied.